# 앤티가 바부다의 국장

앤티가 바부다의 국장

앤티가 바부다의 국장은 1967년 2월 16일에 제정되었다. 국장 위쪽에는 앤티가 바부다의 대표적인 생산물인 파인애플이 그려져 있으며 파인애플 주변에는 앤티가 바부다의 풍부한 식물인 붉은색 히비스쿠스, 사탕수수, 실난초가 그려져 있다. 국장 가운데에 그려져 있는 방패를 두 마리의 사슴이 감싸고 있는데, 사슴은 앤티가 바부다의 야생 동물을 뜻한다.
방패 안에는 검은색 바탕에 하얀색과 파란색 두 가지 색의 바다 위에 떠오르는 태양이 그려져 있으며 방패 아래에는 제당소가 그려져 있다. 떠오르는 태양은 새로운 시대의 여명을, 검은색은 아프리카 원주민들을 뜻한다.
국장 아래쪽에 있는 리본에는 앤티가 바부다의 나라 표어인 "각자의 노력, 전체의 성공"("Each endeavouring, all achieving") 라는 문구가 영어로 쓰여져 있다.